# Rudi Claes
Rudi Claes is een bekende Belgische dammer. 

## Levensloop
Claes kwam in aanraking met het damspel op 15-jarige leeftijd. Zijn eerste en enige Belgische titel behaalde hij in 1996. Hij nam in 1997 voor het laatst deel aan het kampioenschap tot in 2007 waar hij een knap heroptreden beloond zag met een verdienstelijke 3de plaats.

## Erelijst
- kampioen van België 1996